# 조한용
조한용(1930년 8월 16일 ~ 2004년 6월 14일)은 대한민국의 정치인이다. 제2·3대 익산시장을 역임했다.

## 역대 선거 결과
|  | 58.40% |

|  | 52.89% |

|  | 14.14% |